# George Beverly Shea
George Beverly Shea, né le 1er février 1909 à Winchester en Ontario et mort le 16 avril 2013 à Montreat, est un chanteur de gospel américain.